# Puget-Ville
Puget-Ville é uma comuna francesa na região administrativa da Provença-Alpes-Costa Azul, no departamento de Var. Estende-se por uma área de 36,83 km². Em 2010 a comuna tinha 4 381 habitantes (densidade: 119 hab./km²).